# Garo Poladian
Garo Poladian (arménien : Կարօ Փօլատեան), diminutif de Garabed Poladian (arménien : Կարապետ Փօլատեան), né en 1911 à Marache (Empire ottoman) et mort le 21 mai 1986 à Marseille, est un écrivain et traducteur arménien.